# ショーン・オブ・ザ・デッド
『ショーン・オブ・ザ・デッド』（Shaun of the Dead）は2004年に製作されたホラー映画。監督はエドガー・ライト。イギリスでヒットしたが、日本では2004年にDVDスルーにされ未公開だった。しかし、イギリスの公開から約15年経った2019年3月より、TOHOシネマズでの限定公開が決定した。
ゾンビ映画の金字塔『ゾンビ』（原題:  Dawn of the Dead）をパロディにした作品。ホラー映画だがコメディでもあり、ラブ・ストーリーも絡んでくるので、公開時のコピーは"Rom Zom Com"だった（Rom=Romance, Zom=Zombie, Com=Comedy）。ライト・ペグ・フロスト・パークの関与する「スリー・フレーバー・コルネット3部作」第1作目に相当する。

## あらすじ
ロンドンの家電量販店に勤める冴えないショーンは、その無気力で煮え切らない態度ゆえにガールフレンドのリズから振られてしまう。意気消沈したショーンだが、翌日起きてみると街中にゾンビがあふれていることに気づき、母親とリズを助け出すため居候のエドと共に奮闘する。
ショーンは家族や友人たちと身を守るためにパブに立てこもる。やがて建物は多くのゾンビに取り囲まれ侵入してくる者を撃退しつづけていたが、ついに雪崩れ込まれ一同は襲われる。
絶望的な状況の中ショーンとリズがなんとか抜け出したところに軍隊が現れゾンビは一掃されることとなる。
仲間のために必死で闘ったショーンであったが、その騒動から半年後のある日曜日の朝、彼はリズと共にソファーの上でくつろぎながらこれまでどおり食事は行きつけの店へ向かい後はまた家でだらだらして1日を過ごそうと考えている。そしてテレビには人間に制御されながら社会に馴染みつつあるゾンビたちの様子が映し出されている。

## 登場人物

### 主要人物
ショーン
演 - サイモン・ペッグ、日本語吹替 - 横島亘
ロンドンの家電量販店に勤めている冴えない男。29歳。職場では、自分よりも年下の部下に完全になめられている。私生活では親友であるエドとピートの3人で共同生活をしている。恋人のリズとのデートにはいつも親友のエドを連れていき、場所はいつもパブ「ウィンチェスター」。そのためムードはぶち壊しでリズとは全く進展がないうえ、約束も破り続けていた。ある日、リズとのディナーの予約をし忘れたのを機についに彼女に振られてしまう。そんな時、街中にゾンビが溢れだし、事態の深刻さに気づいたショーンは、リズと母親を救うためにエドと共に都合のいいプランを考えて行動を起こす。
職場に行く前は、自宅の通りにある顔なじみの店でビールを買うことが多い様子。また、エドにアイスを買ってくるように言われて店に向かった際、ゾンビが徘徊している通りを普通に歩いて襲われることもなく帰宅するなど運がいい反面、勘が鈍い（前の晩に「ウィンチェスター」で酒をかなり飲んで酔っぱらっていたのが原因の一つだが）。
実父を幼い時に亡くしており、フィリップは義父にあたる。しかしフィリップが気難しく厳格な性格なため、敬遠している。
エド
演 - ニック・フロスト、日本語吹替 - 茶風林
ショーンとは小学生の時からの親友。デブでニート（ただし、時々近所のガキにマリファナを売りつけて小遣いを稼いでいる）である。昼間からビールを飲み、1日中だらだらとゲームをしたりして堕落した生活を送っている。場の空気を全く読まずに好き勝手なことばかりしてはショーンを困らせている（ゾンビの群れに囲まれているにもかかわらず、呑気に携帯電話で話すなど）。しかしショーンがリズに振られて落ち込んだ際はパブに連れていって励ますなど、基本的には友達想い。逆に同居人のピートとは非常に仲が悪く「カス野郎」と言ったことがある。透かしっ屁をしてはショーンにわざと謝って反応を楽しんでいる。『ダーティファイター』に登場するオランウータンの物真似が得意。
作中には登場しないが妹がおり、過去に空気銃で妹の足を撃ったことがある。
物語終盤ではゾンビ化したピートに噛まれてしまい、騒動からある半年後の日曜日の朝には既にゾンビ化していた。
リズ
演 - ケイト・アシュフィールド、日本語吹替 - 本田貴子
ショーンの恋人。ショーンとはギリシャへ旅行に行った時に出会った。一向に進展しない関係に嫌気がさし、ついに彼を振ってしまう。街中がゾンビで溢れた時はマンションの部屋にデービッドとダイアンと一緒に立て篭もっていたが、助けに来たショーンの誘いでパブ「ウィンチェスター」へ行くことになる。
当初は進展しないショーンに厳しい態度で接していたが、ゾンビ騒動の中、皆を守ろうとする彼に対して考えを改めるようになる。
デービッド
演 - ディラン・モーラン、日本語吹替 - てらそままさき
ダイアンの恋人。大学で講師をしている。本当はリズのことが好きだったが学生時代に振られている。リズの恋人である冴えないショーンと、その親友のだらしないエドを内心よく思っておらず、みんなを先導しようとするショーンと衝突する。優柔不断な面があるが、ショーンに対抗してリーダーシップをとろうと後先考えずに行動し、結果的にゾンビたちを呼び寄せる事となる。ショーン曰く「嫌な奴」（吹き替えでは「カス野郎」）。
講師であることから、学者のような発言や正論を言う時もある。しかし基本的に臆病な性格で、街中にゾンビが徘徊している深刻な現状に、誰よりも馴染めていない。車は所有していない（本人曰く「ロンドンで車を持っていても意味がない」との事」）。
ダイアン
演 - ルーシー・デイヴィス、日本語吹替 - 魏涼子
デービッドの恋人。売れない女優。リズに振られて傷心のデービッドに近づいて恋人関係になる。デービッドがリズをいまだに忘れられずにいるのを知っているが、それでも彼を愛す一途な一面を持っている。女優らしくゾンビを観察して、ショーンたちにゾンビの動きをレクチャーする。ショーン曰く「大根役者」（吹き替えでは「売れない女優」）。
デービッドを愛しているため周りが見えなくなる一面があるが、普段は物分かりが良い性格で口論になりそうな時は仲裁に入ることが多い。車の免許を獲得しているが、デービッドと同様に車は持っていない。
バーバラ
演 - ペネロープ・ウィルトン、日本語吹替 - 麻上洋子
ショーンの実母。前夫とは死別しており、現在の夫はフィリップ。街中がゾンビであふれ返っている深刻な状況もいまいち理解していない様子。
息子のショーンのことをピクルスという愛称で呼んでいる。
フィリップ
演 - ビル・ナイ、日本語吹替 - 野沢那智
バーバラの夫でありショーンの義父。ショーンが12歳の時にバーバラと再婚している。ショーンに対しては立派な大人になってもらいたいとの思いから厳格に接しており、ショーンからは敬遠されている。ゾンビ騒動で家内に入り込もうとしたゾンビに噛まれる。愛車はジャガー。騒音のような騒がしい音楽を嫌う。
ピート
演 - ピーター・セラフィノイス、日本語吹替 - 郷田ほづみ
ショーンとエドと一緒に暮らしているルームメイト。企業に勤めておりマイカーを持っている。ショーンには一定の理解を示しているが、一向に働かずただ家を散らかすだけのエドとは非常に仲が悪い。事件の前晩、帰宅中にゾンビに噛まれており自宅のバスルームで全裸のままゾンビ化してしまう。
物語終盤ではエドに噛みついてきたがショーンにライフルで止めを刺されてしまう。
イヴォンヌ
演 - ジェシカ・スティーヴンソン、日本語吹替 - 堀越真己
ショーンの友人でリズとも面識がある。最近家を買った。ショーンと同様、生き延びるために彼氏のデクランと友人のマーク、マギー、更に母と従弟のトムを引き連れてゴルフクラブを手に行動を起こす。
物語の終盤ではショーンと再会する。
マリー
演 - ニコラ・カニンガム
オープニングに登場した女性でショーンが最初に遭遇したゾンビ。ショーンの自宅の庭で彼に襲い掛かるが突き飛ばされ、むき出しになっている鉄パイプが腹部を貫通。ショーンは彼女を殺してしまったと思ったがすぐに起き上がり、街で起きている深刻な事態を気づかせた。なお、彼女に次いで庭に現れた巨漢のゾンビ（演：マーク・ドノヴァン）は、生前の彼女が勤務していたスーパーマーケットにまでつきまといを行っていたストーカーであり、ゾンビ化した彼女の最初の犠牲者でもある。
最期はショーンにクリケットで顔を何度も殴られて止めを刺される。
ノエル
演 - レイフ・スポール、日本語吹替 - 白熊寛嗣
ショーンが勤務する家電量販店で、彼に対して舐めきった態度をとっていた部下の筆頭格。ゾンビ騒動が落着して6ヶ月後、既にゾンビ化しておりマリーが勤めていたスーパーマーケットにおいて、生前とはうって変わった寡黙さと勤勉さでカート押しの仕事にはげむ彼の姿がテレビで流された。
サッカー少年
演 - ギャビン・ファーガソン
ショーンの自宅で側でサッカーをしている少年。ショーンが出かけるといつも彼にボールを当ててしまっている。なおその際、ショーンに「お前はすでに死んでいる」と言われゾンビ騒動時に文字通りゾンビ化しており、ショーンにボールを当ててきたがゾンビの習性に生前の習慣を行うと言うものがあるためボールはワザとショーンに当てていたと思われる。
ホームレス
演 - ホールトン・ジュピター
ショーンの自宅の通りで金を恵んで貰うために毎日うろついている犬を連れた浮浪者の男性。ショーンが勤務先に行く前に彼に金を恵んだが、ゾンビ騒動時、ゾンビ化して通りを徘徊しておりショーンはゾンビと気づかずにいつも通り接していた。
ネルソン
演 - アルヴィンド・ドーシ
ショーンが行きつけの店の店主でショーンと顔なじみの初老男性。ゾンビ騒動時はゾンビ化しておりショーンが店に来た時は店の奥から登場したが、ショーンは気づかずに少ない代金で店を出ていくが、ショーンが事の重大さに気づいた時に金が足りないというようなポーズで再び登場した。
紳士
ショーンの自宅近くにあるネルソンの店（おそらく常連だと思われる）にいる長身で髭を生やした英国紳士。ゾンビ騒動時は左腕のないゾンビと化してショーンの自宅に侵入しショーンやエドに襲い掛かるが、テレビのキャスターの助言でエドによって灰皿で頭を殴られて止めを刺される。
マラソンマン
ショーンの自宅の通りでいつもジョギングしている眼鏡をかけた男性。ゾンビ騒動時は通りにいた住人の中で彼のみ生き残っており、得意の足の早さでゾンビから逃げていた。その際にショーンとすれ違っている。なお、ショーンがイヴォンヌと再会する前に、一列で「ウィンチェスター」に向かう一同の後ろで彼と思わしき人物が逃げていた。
ヌードル
エドの友人。

### パブ「ウィンチェスター」の常連客
- 人物設定はあくまでエドの想像である

ジョン
パブ「ウィンチェスター」のマスター。
イギリス北部をしきるマフィア。見た目からは想像もつかないがナイフさばきや粗暴な態度であることから相当の悪だと思われる。今の女房は若い時の戦利品である。店の名前が「ウィンチェスター」で実銃のウィンチェスターも展示してあるのは"その筋"の人間だかららしい。得意料理はホットサンド。
スネークヒップス
「ウィンチェスター」の常連客の老人。重婚者。最初の妻をセロテープで窒息死させている。移動ディスコを発明し儲けたらしい。
老婆
「ウィンチェスター」の常連客の老婆。元ポルノ女優。ペニス中毒でセックス狂。何でもやっていて世界初の異人種のハードコアにも出演した。本番モノの草分けの一人として知られているらしい。

## メモ
- 監督のエドガー・ライトと主演のサイモン・ペッグはジョージ・A・ロメロの『ランド・オブ・ザ・デッド』に出演しているが、ゾンビ役なので確認するのは難しい。ちなみに、出演シーンは序盤の鎖で繋がれたPHOTOZOMBIE。
- ショーンの同居人ピートを演じたピーター・セラフィノイスは、『スター・ウォーズ エピソード1/ファントム・メナス』でダース・モールの声を当てている。